# You Turn Me On, I'm a Radio
"You Turn Me On, I'm a Radio" er en sang skrevet af den canadiske singer-songwriter Joni Mitchell i 1972. Sangen blev udgivet på hendes album For the Roses og er en af hendes mest kendte sange.

## Sangens tilblivelse
Skønt Joni Mitchell i 1972 var en etableret sanger og sangskriver, der havde skrevet sange, der var nået højt op på hitlisterne, var det på dette tidspunkt altid i andres fortolkninger, at hittene var kommet. På opfordring af sit pladeselskab besluttede hun sig for at prøve at skrive en sang med hitlistepotentiale til sig selv, og da hun skulle finde ud af, hvad den skulle handle om, kom hun til at tænke på, at det jo var radiodiscjockeyer, der skulle spille sangen, så hvad var mere naturligt end at skrive en sang om radioer.
I sangen sammenligner Mitchell sig selv med en bilradio, der dermed bliver en slags metafor: Hun opfordrer lytteren til sangen (måske en kæreste) til at tænde for sig, for at se, hvad der kommer ud af det. Musikken er holdt i et tilbagelænet slowrock-tempo. På albummet er hun for første gang for alvor ved at nærme sig rocken efter hidtil at have indspillet plader i folk-genren, og i lighed med flere af de andre sange er også "You Turn Me On, I'm a Radio" indspillet med rock-besætning, der ganske vist viser sig meget diskret med bas og trommer mm. De fremtrædende instrumenter er Mitchells egen akustiske guitar samt i starten og til allersidst Graham Nashs mundharmonika. Desuden er der et meget markant korarbejde i sangen.

## Joni Mitchells egne udgaver
Originalindspilningen af sangen findes på Joni Mitchells femte album, For the Roses fra 1972 og er 2:39 minutter. Den blev også udsendt som single, og sangen blev rent faktisk et pænt hit for Mitchell med en højeste placering som nummer 25 på Billboard-listen.
Sangen findes desuden på live-albummet Miles of Aisles fra 1974, hvor den er albummets første nummer. Denne udgave er lidt mere end et minut længere end originalen, idet der er plads til en improviseret duel mellem Mitchells høje stemme og Robben Fords el-guitar, hvor de forsøger at efterligne hinandens lyde.
Originaludgaven findes også på opsamlingsalbummet Hits fra 1996 samt på Dreamland fra 2004.